# 約阿湖
約阿湖（Lac Yoa）是非洲的湖泊，位於乍得東北面提貝斯提高原以北，在約15,000至5,500年前形成，海拔高度378米，面積4平方公里，最大深度26米，湖水來自地下水。